# Marabi
Marabi is een Zuid-Afrikaans muziekgenre dat in het begin van de 20e eeuw is ontstaan door de mix van de uit Amerika afkomstige jazz met traditionele Afrikaanse muziek.